# Tropiorhynchus
Tropiorhynchus – rodzaj chrząszczy z rodziny poświętnikowatych, podrodziny rutelowatych i plemienia Anomalini.

## Taksonomia
Rodzaj ten wprowadzony został do klasyfikacji w 1850 roku przez Charlesa Émile Blancharda. Gatunkiem typowym wyznaczył on Anisopilia orientis, opisaną przez Edwarda Newmana w 1838 roku. U Johna Gilberta Arrowa oraz w wykazie fauny Maharasztry rodzaj figuruje pod nazwą Tropiorrhynchus.
Dwa gatunki z tego rodzaju opisane zostały jeszcze w I poł. XIX wieku (oba w rodzaju Anisopilia). W 1954 roku Johann W. Machatschke opisał trzy nowe, z których dwa zostały potem zsynonimizowane. W związku z tym do rodzaju tego należą trzy dotychczas opisane gatunki:
- Tropiorhynchus orientis (Newman, 1838)
- Tropiorhynchus podagricus (Burmeister, 1844)
- Tropiorhynchus umbrinus Machatschke, 1954

Tropiorhynchus tradycyjnie zaliczany jest do podplemienia Anisopiliina, jednak analiza filogenetyczna przeprowadzona przez Jameson, Mico i Galante w 2007 roku wykazały parafiletyczność tego podplemienia w dawnym sensie. Możliwe, że rodzaj ten stanowi grupę siostrzaną dal kladu „Anisopilline”, a wraz z nim stanowią grupę siostrzaną dla Rhinyptia, jednak hipoteza ta nie uzyskała silnego wsparcia.

## Morfologia
Ciało raczej krótkie, pod spodem jasno i gęsto owłosione, wyposażone w długie odnóża. Głowa o wąskim nadustku z bokami w tyle silnie zbieżnymi, a przodzie zaokrąglonym. Oczy raczej wystające. Przedplecze wąskie, o przednich kątach ostrych, a nasadzie delikatnie zaokrąglonej lub obrzeżonej pośrodku. Pokrywy o kątach ramieniowych wystających, wierzchołkowych raczej tępych, a błoniastej krawędzi wyraźnej. Spiczaste śródpiersie nie sięga między środkowe biodra. Silnie wypukłe jest pygidium. Golenie walcowate, przednie dwuzębne, a pozostałe nieco ścięte ku wierzchołkom. Stopy o bardzo długich, smukłych i nierównych członach końcowych.

## Rozprzestrzenienie
Rodzaj orientalny, rozsiedlony od Beludżystanu i Dżammu i Kaszmir przez północne Indie (w tym Maharasztrę) po Sikkim